# Melittia binghamii
Melittia binghamii is een vlinder uit de familie van de wespvlinders (Sesiidae). De wetenschappelijke naam van de soort werd in 1900 gepubliceerd door Lionel de Nicéville. De soort komt voor in het Oriëntaals gebied.